# Napanoch
Napanoch és una concentració de població designada pel cens dels Estats Units a l'estat de Nova York. Segons el cens del 2000 tenia 1.168 habitants.

## Demografia
Segons el cens del 2000, Napanoch tenia 1.168 habitants, 465 habitatges, i 321 famílies. La densitat de població era de 375,8 habitants per km².
Dels 465 habitatges en un 32,7% hi vivien nens de menys de 18 anys, en un 52,9% hi vivien parelles casades, en un 12,5% dones solteres, i en un 30,8% no eren unitats familiars. En el 27,7% dels habitatges hi vivien persones soles el 13,8% de les quals corresponia a persones de 65 anys o més que vivien soles. El nombre mitjà de persones vivint en cada habitatge era de 2,51 i el nombre mitjà de persones que vivien en cada família era de 3,01.
Per edats la població es repartia de la següent manera: un 26,2% tenia menys de 18 anys, un 6,4% entre 18 i 24, un 27,7% entre 25 i 44, un 25,3% de 45 a 60 i un 14,3% 65 anys o més.
L'edat mediana era de 38 anys. Per cada 100 dones de 18 o més anys hi havia 85 homes.
La renda mediana per habitatge era de 35.221 $ i la renda mediana per família de 47.738 $. Els homes tenien una renda mediana de 36.600 $ mentre que les dones 29.063 $. La renda per capita de la població era de 18.321 $. Entorn del 10,3% de les famílies i el 14,4% de la població estaven per davall del llindar de pobresa.